# 뉴질랜드 부족연합
뉴질랜드 부족연합(영어: United Tribes of New Zealand,마오리어: Te W(h)akaminenga o Ngā Rangatiratanga o Ngā Hapū o Nū Tīreni)은 1835년부터 1840년까지 존속했던 뉴질랜드의 옛 국가이다. 1832년 뉴질랜드에 거주하는 영국 주민들을 위해 제임스 버스비가 뉴질랜드의 주재관으로 임명된 이후, 샤를 드 티에리가 뉴질랜드에 영유권을 소유하려고 하자 이에 맞서 마오리 부족들이 윌리엄 4세에게 뉴질랜드 독립선언서를 제출하고 영국의 보호를 요청했다. 1835년 북섬 와이탕이의 마오리 부족들은 부족연합을 형성했지만, 1840년 와이탕이 조약의 체결로 뉴질랜드 북섬 전체의 주권은 영국에 넘어가게 되었다. 1840년 뉴질랜드 회사는 부족연합의 기를 걸고 영국 정부로부터 독립된 정착지를 형성하려 했지만, 영국 정부의 제지로 이는 실패로 끝났고, 뉴질랜드는 1841년까지 뉴사우스웨일스 식민지의 일부로 남아 있었다.
뉴질랜드 부족연합의 법적 정통성, 그리고 이들이 제출한 뉴질랜드 독립선언서의 실효성에 대해서는 학자들마다 의견이 다르다. 한편, 뉴질랜드 부족연합의 주권 및 여러 권한이 와이탕이 조약을 통해 영국 정부에 넘어간 것인 지에 대해서도 이견이 있다.

## 현대 쟁점
2010년 10월, 와이탕이 재판소는 나푸히(Ngāpuhi)가 와이탕이 조약을 서명할 때 주권을 포기하지 않았다는 주장을 조사하기 시작했다. 재판소는 Te Paparahi o te Raki 조사(Wai 1040)에서 1835년 독립 선언(He Whakaputanga o te Rangatiratanga)과 1840년 와이탕이 조약(Te Tiriti o Waitangi)에 대한 마오리와 영국 정부의 이해관계를 검토 중이다.
보고서의 첫 번째 단계는 2014년 11월에 발표되었으며, 마오리 지도자들이 1840년 와이탕이 조약에 서명할 때 주권을 포기하기로 동의한 적이 없다는 결론을 내렸다. 재판소 매니저 줄리 탕가에레(Julie Tangaere)는 나푸히 청구인들에게 보고서를 발표하면서 "당신들의 투푸나(조상)들은 와이탕이에서, 와이마테에서, 망운구에서 그들의 마나(권위)를 포기하지 않았습니다. 그들은 그들의 주권을 양도하지 않았습니다. 이것이 여러분이 오랫동안 기다려온 진실입니다."라고 말했다.

## 깃발

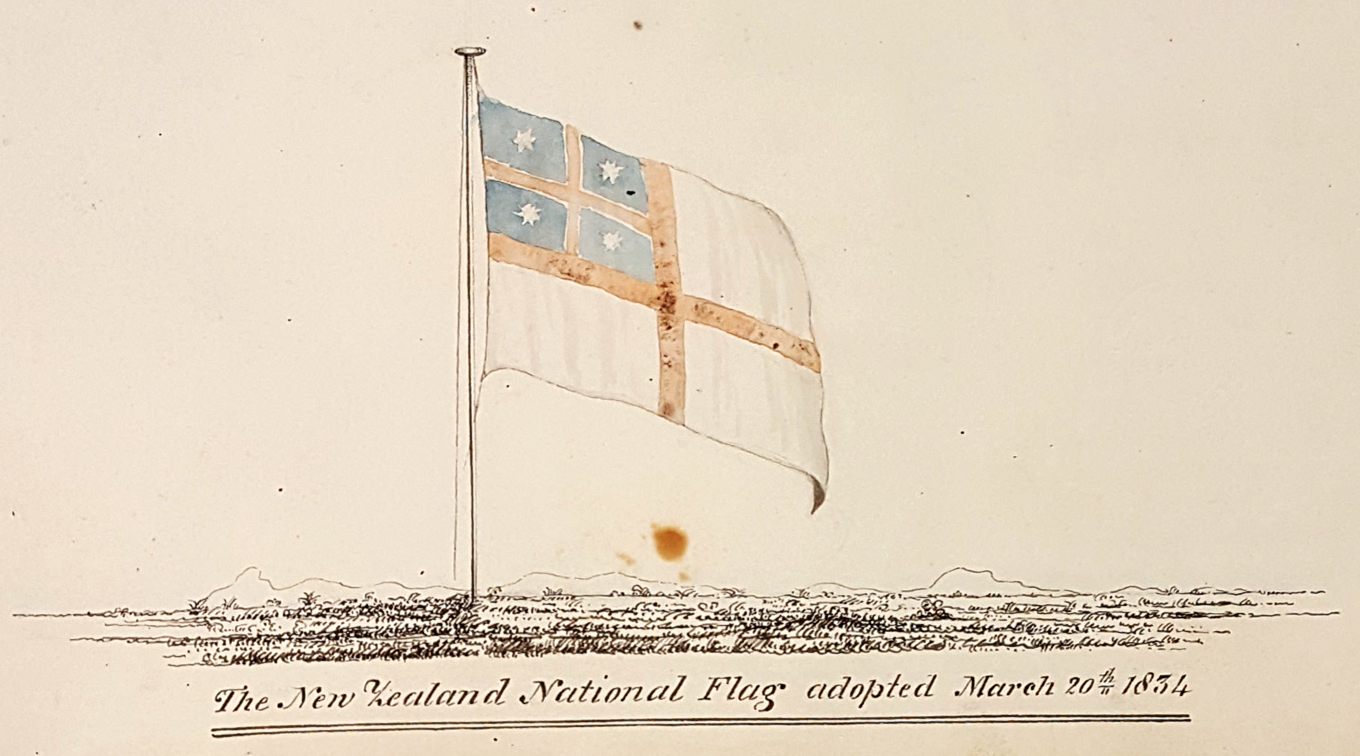
1833년부터 1835년 사이 니콜라스 찰스 필립스가 그린 뉴질랜드 부족연합의 깃발

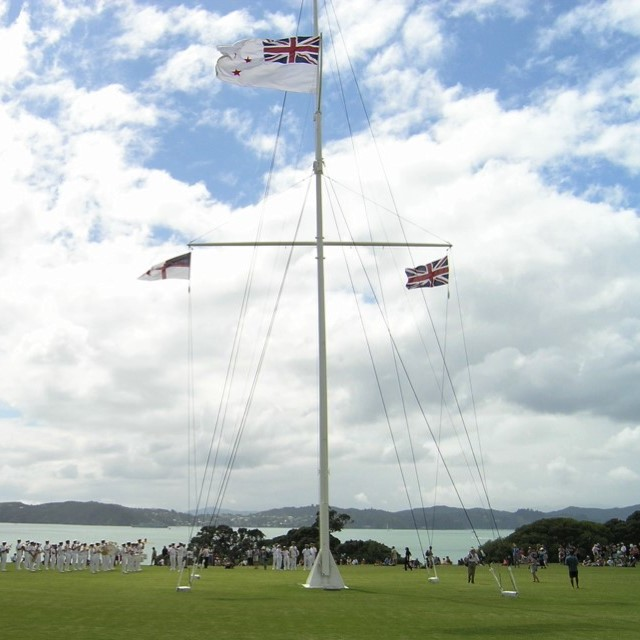
2006년 2월 5일 와이탕이에서 촬영한 뉴질랜드 부족연합의 깃발. 뉴질랜드 왕립 해군의 깃발 및 유니언 잭.

버스비는 뉴사우스웨일스에서 윌리엄스 목사와 식민지 장관 리처드 버크에게 세 개의 깃발을 설계해 달라고 요청했다. 1834년 3월 20일, 버스비와 전함 HMS Alligator의 램버트 대위가 와이탕이에서 세 가지 디자인을 25명의 북부 마오리 추장들에게 제시했다. 12대 10대 3의 투표로 현재 널리 알려진 연합 부족 깃발이 선택되었다. 이 행사에는 영국, 미국, 프랑스 대표들이 참관했으며, Alligator에서 13발의 축포가 발사되었다.
선택된 깃발은 교회 선교회에서 이미 사용 중이던 성 게오르기우스 십자가를 기반으로 했으며, 깃발의 상단 좌측 구역에는 파란 바탕에 검은 선이 둘러진 작은 붉은 십자가와 각 구역에 흰색의 팔각별이 들어간 디자인이 포함되었다. 1835년 8월 뉴사우스웨일스 관보에 공식적으로 게재되었을 때는 검은 테두리나 별의 점 개수에 대한 언급은 없었다. 그 설명은 "흰 바탕에 붉은 성 게오르기우스 십자가. 첫 번째 구역에는 파란 바탕에 붉은 성 게오르기우스 십자가와 네 개의 흰색 별이 뚫려 있다"였다. 이 깃발은 1835년부터 1840년 2월 와이탕이 조약 체결 시점까지 뉴질랜드의 사실상의 국기로 사용되었다. 와이탕이 조약 이후에도 연합 부족 깃발은 계속 뉴질랜드의 깃발로 사용되었으며, 1840년, 뉴질랜드 회사는 포트 니콜슨(현 웰링턴)에 있는 그들의 정착지에서 연합 부족의 깃발을 게양하고, 현지 추장들로부터 부여받은 권한을 통해 "식민지 의회"의 통치를 선포했다. 이 움직임을 "중대한 반역"으로 해석한 윌리엄 홉슨 총독은 1840년 5월 21일 북섬 전체에 대한 영국의 주권을 선포하고, 5월 23일에는 그 의회를 불법이라고 선언했다. 그는 이어서 1840년 6월 30일, 식민지 장관 윌러비 쇼틀랜드를 30명의 군인과 6명의 기마 경찰과 함께 포트 니콜슨으로 파견하여 깃발을 철거하게 했다. 쇼틀랜드는 주민들에게 그들의 "불법 단체"에서 탈퇴하고, 왕실의 대표자들에게 복종할 것을 명령했다. 이 외에도 제2차 보어 전쟁(1899–1902)에 참전한 군인들에게 수여된 메달에 이 깃발이 등장한다.